# تیم ملی بسکتبال زنان اتحاد جماهیر شوروی

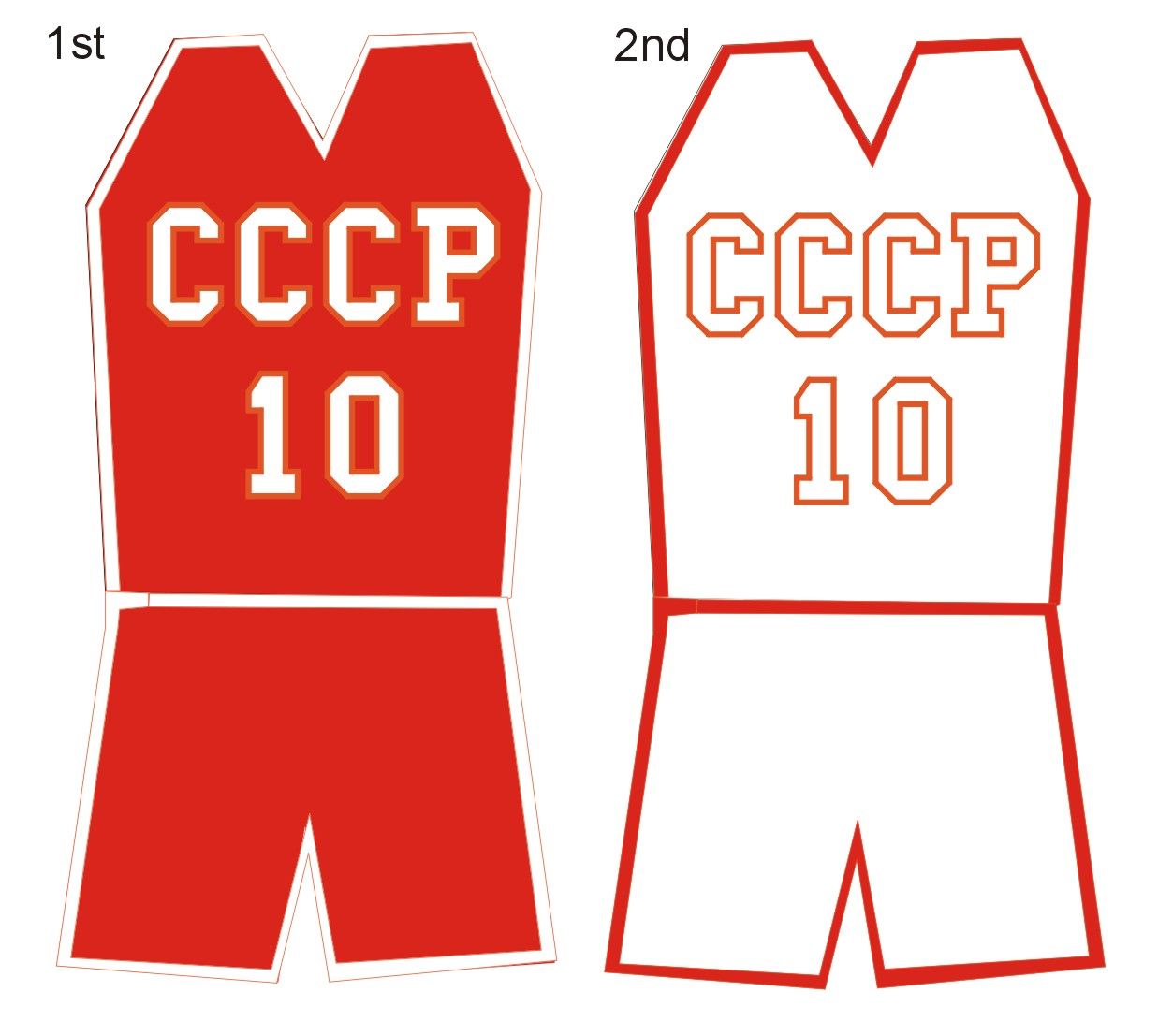
لباس اول و دوم تیم ملی بسکتبال زنان شوروی

تیم ملی بسکتبال زنان شوروی، نام تیم ملی رسمی زنان بزرگسال اتحاد جماهیر شوروی است که کشور شوروی را در مسابقات جهانی و بین‌المللی بسکتبال نمایندگی می‌کردند. پس از فروپاشی اتحاد جماهیر شوروی، کشورهای بوجود آمده هر کدام تیم ملی جداگانه‌ای تشکیل دادند. این تیم در ۲۲ دوره از ۲۳ دوره مسابقات اروپایی یوروبسکت زنان بین سال‌های ۱۹۳۸ و ۱۹۹۱ شرکت کرد و توانست در ۲۱ دوره قهرمان اروپا شود. تنها در مسابقات ۱۹۵۸ لهستان بود که در دور آخر یک مسابقه‌اش مقابل بلغارستان را با نتیجه ۵۴ به ۵۱ واگذار کرد و نایب قهرمان شد. این تیم در ۳ دوره مسابقات المپیک شرکت کرد و ۲ مدال طلا و یک برنز کسب کرد. در ۹ دوره مسابقات جام جهانی نیز شرکت کرد که موفق به کسب ۶ مدال طلا و ۲ نقره شد.